# Montre à affichage binaire

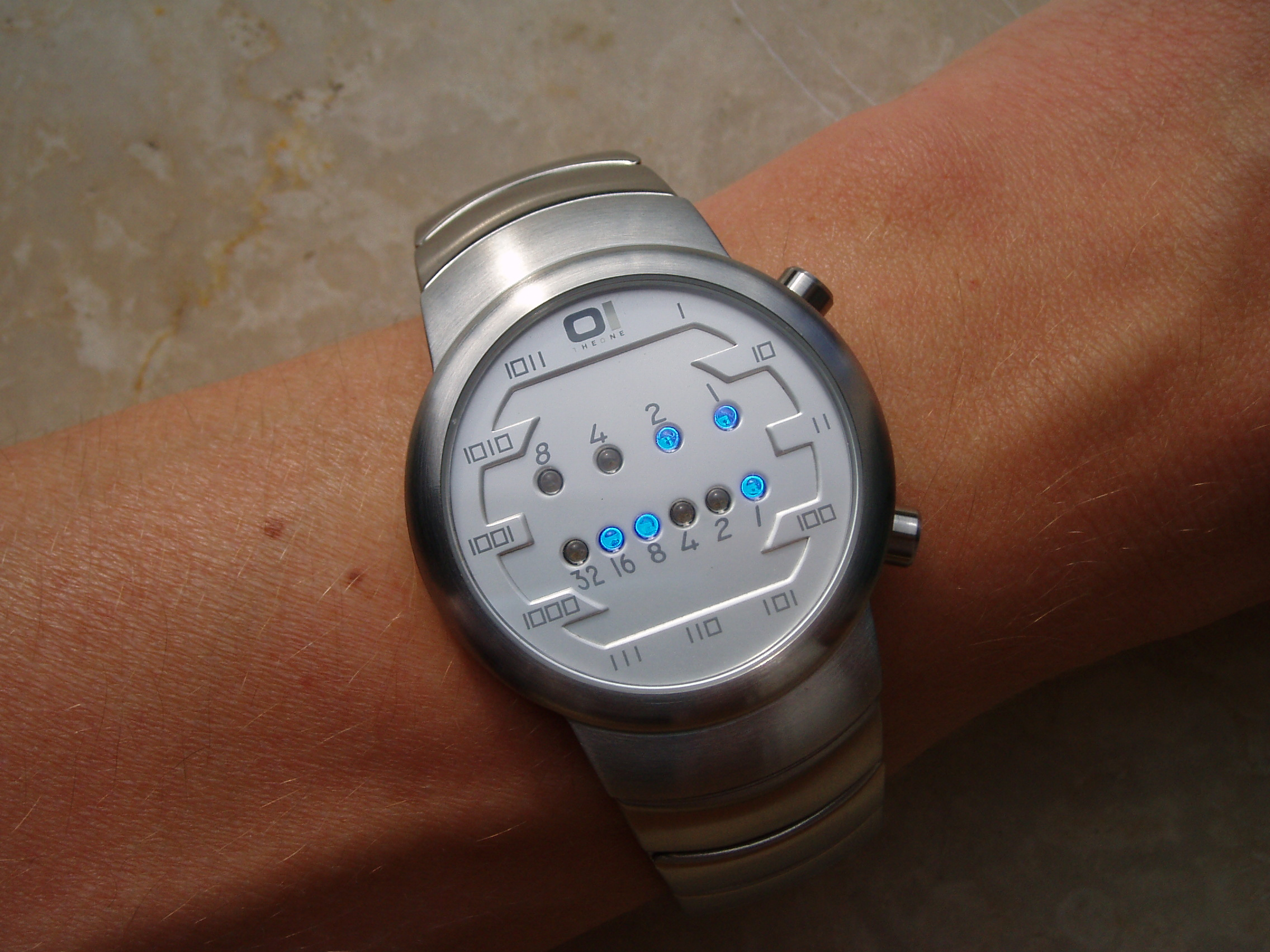
Montre à affichage réellement binaire de Time Technology's Samui Moon.

Une montre à affichage binaire est une montre qui affiche l'heure traditionnelle (système sexagésimal) en format binaire, c'est-à-dire le système de numération utilisant la base 2.
La plupart des montres à affichage binaire sont à affichage numérique, cependant des modèles analogiques existent aussi.

## Types d'affichage binaire

Affichage de l'heure BCD.

### Décimal codé en binaire
À l'origine, il n'existait que des montres à affichage décimal codé binaire (DCB). Ces montres affichent ainsi chaque chiffre décimal de l'heure sexagésimale en format binaire.
L'écran de la montre va donc présenter six colonnes de LED, pour chacun des chiffres décimaux nécessaires (deux pour les heures, deux pour les minutes et deux pour les secondes).

### Binaire réel
De nos jours, on trouve aussi des montres à affichage réellement binaire, où les heures, les minutes et les secondes sont exprimés chacune sous la forme d'un unique nombre binaire.
Toutefois, une véritable horloge binaire serait une horloge où la mesure du temps s'affranchit du système hexadécimal pour représenter la portion de la journée qui a passé. Le premier bit représente les demi-journées, le deuxième les quarts de jour, puis les huitièmes, etc.